# Telmizartán
A telmizartán egy angiotensin II receptor antagonista gyógyszer, melyet magas vérnyomás kezelésére adnak. A Boehringer Ingelheim cég Micardis, a Bayer Schering Pharma pedig Pritor vagy Kinzal néven gyártja.

## Gyógyszerhatás
Általában az  angiotensin II receptor blokkolók, így a telmizartán is
az  1-es típusú   angiotensin II receptorhoz  (AT1) kötődnek magas affinitással és így gátolják az  angiotensin II hatását az ér simaizomra, ezzel csökkentik az artériás vérnyomást. 

## Készítmények
- Micardis
- Pritor

## Kombinációk
- Micardisplus (telmizartán + hidroklorotiazid)
- Pritorplus  (telmizartán + hidroklorotiazid)

## Külső hivatkozások
- http://www.pritor.com
- https://web.archive.org/web/20071020050005/http://www.pslgroup.com/dg/e6dce.htm